# Jake Kaminski
Pour les articles homonymes, voir Kaminski.
Jake Kaminski, né le 11 août 1988 à Buffalo, est un archer américain.

## Carrière
Il obtient avec Brady Ellison et Jacob Wukie la médaille d'argent par équipes aux Jeux olympiques d'été de 2012 à Londres. Aux Jeux olympiques d'été de 2016 à Rio de Janeiro, il est à nouveau médaillé d'argent avec Zach Garrett et Brady Ellison.